# Apiocera oblonga
Apiocera oblonga är en tvåvingeart som beskrevs av Paramonov 1953. Apiocera oblonga ingår i släktet Apiocera och familjen Apioceridae. Inga underarter finns listade i Catalogue of Life.